# Hugo Alcântara
Hugo da Silva Alcântara est un footballeur brésilien né le 28 juillet 1979 à Cuiabá.

## Carrière
| Club                 | Pays                   | Année     |
| -------------------- | ---------------------- | --------- |
| Mixto EC             | Drapeau du Brésil      | 2001      |
| Vitória Setubal      | Drapeau du Portugal    | 2001-2005 |
| Académica de Coimbra | Drapeau du Portugal    | 2005-2006 |
| Legia Varsovie       | Drapeau de la Pologne  | 2006-2007 |
| CF Belenenses        | Drapeau du Portugal    | 2007-2008 |
| CFR 1907 Cluj        | Drapeau de la Roumanie | 2008-     |